# Li Weihan

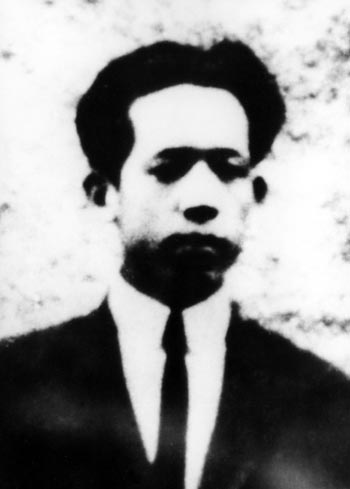
Li Weihan intorno al 1935.

Li Weihan (李维汉S; Contea di Changsha, 2 giugno 1896 – Pechino, 11 agosto 1984) è stato un politico cinese, tra i primi dirigenti del Partito Comunista Cinese.

## Biografia
Li studiò in Francia, come molti altri studenti comunisti cinesi di allora, tra cui Zhou Enlai, Deng Xiaoping, Chen Yi, Li Lisan, Zhao Shiyan e Cai Hesen. Nel 1927 fu eletto per la prima volta all'Ufficio politico del Partito Comunista. Tra il 1944 e il 1964 fu direttore del Dipartimento del Fronte Unito, predecessore dell'attuale Dipartimento del lavoro del Fronte Unito.
Nel 1982 divenne vicepresidente della Commissione consultiva centrale, mentre il presidente della stessa era Deng Xiaoping. Morì in carica nel 1984.